# Utrecht dichtbij
Utrecht dichtbij is een Nederlands huis-aan-huisblad dat wordt verspreid in de gemeente Utrecht. De oplage is 120.000. Naast Utrecht dichtbij worden ook Leidsche Rijn dichtbij en Nieuwegein dichtbij uitgegeven in deze regio door Holland Combinatie, onderdeel van de Telegraaf Media Groep NV. Vóór 5 september 2012 heette de krant Ons Utrecht.

## Affaire Wolfsen
In april 2009 werd bekend dat de volledige oplage van Ons Utrecht was vernietigd nadat burgemeester Aleid Wolfsen de uitgever had verzocht een artikel uit de krant te houden. Het betrof een artikel van journalist Wouter de Heus over de woonkosten die de Utrechtse burgervader had gedeclareerd voor een huurappartement. Wolfsen voelde het betreffende artikel als een aanval op zijn persoonlijke integriteit en verzocht de journalist en vervolgens de hoofdredacteur om terugtrekking van het artikel. Toen beiden weigerden, nam Wolfsen contact op met de uitgever, die de gehele editie terugtrok. Burgemeester Wolfsen hield aanvankelijk vol correct te hebben gehandeld, maar gaf na een kritisch debat in de Utrechtse gemeenteraad toe dat de invloed die hij op de vrije pers had uitgeoefend, verkeerd en onverstandig was.